# Emalkay
Martin Knowles, mais conhecido como Emalkay, é um produtor e DJ inglês de música eletrônica, principalmente dubstep. Seu trabalho de maior sucesso é o single de 2009 "When I Look at You", descrito pela Clash como um "monstro", que foi lançado pela gravadora do produtor Caspa, a Dub Police. Emalkay lançou seu álbum de estreia, Eclipse, em maio de 2011.

## Discografia

### Álbuns
| Título  | Detalhes                                                                                   | Posições nas paradas | Posições nas paradas | Posições nas paradas |
| Título  | Detalhes                                                                                   | BEL (VL)             | NZ                   | UK                   |
| ------- | ------------------------------------------------------------------------------------------ | -------------------- | -------------------- | -------------------- |
| Eclipse | - Lançamento: maio de 2011 - Gravadora: Dub Police (DP055) - Formato: 12" LP, CD, download | —                    | —                    | —                    |